# Phaeogymnocellida
A Phaeogymnocellida a Cercozoa Phaeodaria csoportjának kládja.

## Történet
Először 1982-ben írták le J. és M. Cachon, de az akkori leírás nem volt érvényes, így 1985-ben kiegészítették, azonban már 1961-ben beszámolt Cachon-Enjumet arról, hogy nem saját házat használ, hanem más élőlények házaiból állót. Thomas Cavalier-Smith 2012-es és 2018-as rendszertanában az Eodarida csoport alrendjeként sorolta be, mert ősibb állapotnak tekintette az Opaloconchidánál, és szilikátváz nélküliként vagy egyszerű kisugárzó tüskékből álló szilikátvázzal rendelkezőként írta le.
Korábban tengeri hóként vagy süllyedő aggregátumokként is leírták a szklerakóma hiánya és a kovamoszat-, Polycystina- és Dictyochales-héjak használata miatt, de már Gowing és Coale 1989-es tanulmánya is beszámolt arról, hogyan azonosíthatók DAPI-magfestéssel a Phaeogymnocellida-fajok.
Egy 2015-ös molekuláris filogenetikai rendszerezés szerint a Phaeodaria J kládja.

## Morfológia
Viszonylag kicsi, 100 μm körüli, általában nincs külső háza, vagy ha van (Halocella, Planktonetta, egyes Miracella-fajok), az csésze alakú, a szájoldalt fedi. Kemény része általában nem a sejt saját szklerakómájából, hanem más élőlények, például kovamoszatok, Polycystina- vagy Dictyochaceae-fajok héjaiból áll, azonban ugyanúgy rendelkezik malakómával és tüskékkel.:228–230 A malakóma a feodiumot és a sejtplazmát – például a központi kapszulát és az ektoplazmát tartalmazó lágy rész.:232 Egyes fajai válogathatják a malakómát körülvevő anyagokat: az Atlanticellidae Miracella ovulum Polycystina- és Dictyocha-fajokat használ, míg a Phaeodina valdiviae csak középpontosan szimmetrikus kovamoszatokat használ.:234
Több mitokondriuma és Golgi-készüléke van.:232
A Phaeosphaeridae önálló váz nélküli, perifériás sejtplazmája más egysejtűek héjait tartalmazza, és nagy feodium veszi körül, de van kapszulán belüli feodiuma is a Phaeodactylis nemzetség kivételével, mely csak kapszulán kívüli feodiummal rendelkezik. A Phaeodinidae ezzel szemben nem rendelkezik kapszulán belüli feodiummal, a kapszulát pedig más egysejtűek héjai és feodiumgömbök veszik körül. Egyik nemzetsége, a Phaeodina általában két központi kapszulával rendelkezik. Az Atlanticellidae általában nem rendelkezik külső vázzal, kivéve többek közt a Halocella nemzetséget, mely szivacsos kosár alakú részből és két kis szárnyszerű hasábból álló vázzal rendelkezik. Egyes Miracella-fajok váza összetapadt, a Planktonettáé pedig karokkal rendelkezik.
A Miracella parapylumai az aborális póluson vannak, a Planktonettáéi az astropylumok közelében. Utóbbi nagy központi kapszulával rendelkezik, benne egy nagy vakuólummal.

## Ökológia
Elsősorban az Atlanti-óceánban és a Földközi-tengerben található meg, azonban jelen van a Csendes-óceánban is.:232

## Összetéveszthetőség
Összetéveszthetők fajai sűrű bomlástermékekkel.